# Уде, Жак-Жозеф
Барон (с 1809) Жак-Жозеф Уде (фр. Jacques-Joseph Oudet; 18 октября 1772, Мэналь, Франш-Конте — 8 июля 1809, Вена) — французский военный деятель, полковник (1809), с именем которого связана дискуссия в исторической науке о тайном обществе «Филадельфов», впервые описанном (или придуманном) Шарлем Нодье.

## Биография
Сын учителя сельской школы. В 1792 году вступил на военную службу волонтёром. Служил капитаном 1-го батальона добровольцев департамента Юра. Отличился при захвате Майнца и в сражение с вандейцами при Шоле.
В 1799 году был назначен шефом батальона в корпусе генерала Шампионне. В 1799—1800 годах — участник кампаний Альпийской и Итальянской армий. 7 мая 1800 года был тяжело ранен при Сан-Бартоломео-аль-Маре.
Лояльно относился к Бонапарту. В 1799 году — по-прежнему шеф батальона, служил в бригаде генерала Мале, будущего заговорщика.
В составе Великой Армии принимал участие в кампаниях 1805, 1806 и 1807 годов в составе 8-го линейного полка. 14 июня 1807 года отличился в сражении при Фридланде. С января 1809 года — полковник, командир 17-го линейного полка. 
В ходе Австрийской кампании 1809 года его полк входил в состав 2-й бригады генерала Гийо де Лакура 1-й пехотной дивизии генерала Морана из III-го корпуса маршала Даву.
В июле 1809 года был тяжело ранен в сражении при Ваграме и умер 8 июля в госпитале в Вене в возрасте 36 лет.

## Полковник Уде и споры про тайное общество
В дальнейшем полковнику Уде приписывалась (неизвестно, на каких основаниях) решающая роль в некоем тайном обществе «Филадельфов», куда, якобы, входили наиболее убеждённые противники Наполеона — генералы Моро и Мале. Несмотря на раннее возникновение этой теории (работа, содержащая эту мысль, была впервые опубликована Шарлем Нодье в 1815 году), к этому времени и Мале, и Моро, и Уде были уже мертвы, и, следовательно, не могли прокомментировать данную точку зрения.
В своей монографии «Наполеон и Республиканцы» доктор исторических наук Д. М. Туган-Барановский, сторонник существования и важного значения этого тайного общества, подробно разбирает этот сюжет в третье главе: «Общество Филадельфов и заговор Мале».